# انریکو سلگین
انریکو سلگین (انگلیسی: Enrico Celeghin؛ زادهٔ ۲۲ فوریهٔ ۱۹۹۹) بازیکن فوتبال است.